# Берта Каліш
Берта Каліш (при народженні Бейлке Калах; 1872, Лемберг, Австро-Угорщина — 1939, Нью-Йорк, США) — польська, австрійська та американська акторка театру та кіно, музикантка та мемуаристка. Домінувала на сценах Нью-Йорка під час «Золотої доби» американського єврейського театру наприкінці ХІХ — на початку ХХ століття.

## Біографія
Народилася у сім'ї єврейських фабрикантів у Львові. Батьки хотіли бачити її театральною акторкою, тому у юному віці вона відвідувала театральні постановки Львівської Опери, навчалася вокалу у приватній музичній школі, брала уроки драматичного мистецтва.
В 1893 дебютувала на сцені театру Скарбека, де співала в хорі для дорослих. ЇЇ перша роль була в опері "Травіата". Пізніше брала участь в опері «Міньйон».
У 1889—1891 роках — акторка єврейського театру Гімпеля у Львові, який запропонував їй стати примадонною в його щойно створеному театрі.
У 1891—1896 роках — акторка трупи Авраама (Аврома) Гольдфадена, Румунського театру в Бухаресті, Єврейського театру в Будапешті.
У 1896 році разом з батьками переїхала до Нью-Йорку, де працювала в Єврейському театрі «Талія» на Бродвеї та в англомовних театрах. 1899 року стала однією з режисерів театру «Талія».
У 1914—1915 роках знімалася в німому кіно в Голлівуді. Видала книгу своїх спогадів.
За свою творчу кар'єру виконала понад 125 різних ролей сімома різними мовами.